# Kakao M
Pour les articles homonymes, voir Kakao (homonymie).
Kakao M (hangeul : 카카오M), anciennement LOEN Entertainment (hangeul: 로엔 엔터테인먼트), Seoul Records (hangeul : 서울 음반), est un label discographique sud-coréen, actif entre 1978 et 2021.
À partir de 2015, c'est la compagnie majeure en Corée du Sud en termes de revenus selon les statistiques compilés par la Korea Music Content Industry Association (KMCIA) à travers le Gaon Music Chart (30 %) ; c'est la seconde grande compagnie en termes de ventes d'albums (25 %) selon les mêmes statistiques. Depuis janvier 2016, LOEN est une filiale de Kakao.
Les ventes de musique en ligne sont ce qui génère le plus de profit pour la compagnie, avec 94 % du revenu provenant de ces ventes. Le label distribue aussi les CD d'autres agences en Corée du Sud par le biais de sa branche LOEN Music, faisant plus de 5 % de son revenu grâce à cette pratique. Le 2 mars 2021, Kakao M devient Kakao Entertainment à la suite de sa fusion avec KakaoPage.

## Histoire
LOEN Entertainment est fondé en 1978, sous le nom de Seoul Records, par Min Yeong-bin en tant que filiale de YBM Sisa, une compagnie principalement impliquée dans la création de cassettes d'apprentissage de langues. La compagnie est officiellement déclarée en 1982, et commence à produire et distribuer des disques de musique classique et traditionnelle en 1984. Elle est enregistrée en tant que compagnie à capital risque en 1999, quand elle commence à vendre des albums depuis une boutique en ligne.
En 2000, le nom de la compagnie change pour YBM Seoul Records et commence à opérer sur KOSDAQ. La compagnie rejoint la IFPI en 2003. Le conglomérant coréen SK Telecom achète 60 % des parts de la compagnie en 2005, par conséquent YBM Seoul Records devient une part de SK Group. En 2008, la compagnie porte le nom de LOEN Entertainment. LOEN prend en charge le service de distribution de musique en ligne de SK Telecom, MelOn, en 2009. MelOn est actuellement le site de vente de musique en ligne le plus utilisé en Corée du Sud,.
En 2012, le label signe un contrat avec le site de streaming Viki pour que les contenus de leurs artistes (tels que IU, Brown Eyed Girls et Drunken Tiger) apparaissent sur leur site. En août 2012, les artistes sous le label LOEN collaborent pour sortir un EP collaboratif intitulé LOEN Tree Summer Story sous le nom collectif de LOEN Tree.
Le 18 juillet 2013, Affinity Equity Partners, depuis sa filiale Star Invest Holdings Ltd., a acheté 52,56 % des parts de LOEN, laissant SK Group avec seulement 15 %. Cinq mois plus tard, Star Invest Holdings acquiert 8,83 % des parts de RealNetworks. La compagnie a été réorganisée pour inclure deux labels : LOEN Tree (Jo Yeong-cheol) et Collabodadi (Shinsadong Tiger). Le 18 décembre 2013, LOEN achète 70 % des parts de Starship Entertainment, qui deviendra une filiale indépendante de LOEN.
Le 11 janvier 2016, LOEN est acheté par Kakao Corporation,.

## Identité

### Logos
Le premier logo de la compagnie était les deux lettres minuscules s et r (SR, pour Seoul Records) combinées. En bas du logo se trouvait le nom anglais (SEOUL RECORDS), et le nom coréen ((주)서울음반) se situait dans le coin droit.

## Divisions

### MelOn Company
MelOn Company est la division du service de musique en ligne de LOEN, MelOn, la version courte de 'melody on',. MelOn est le service de musique le plus populaire ne Corée, avec 59 % d'utilisateurs dans le pays en novembre 2013. Cette année, Soompi classe MelOn comme la troisième entité la plus influente dans l'industrie de la K-pop.

### Music Contents Company
Music Contents Company est responsable de la division de production de contenu 1theK de LOEN, qui se nommait LOEN Music avant février 2014. Le nom '1theK' signifie que son but est de créer une source unique de contenu K-pop pour le monde entier. Selon LOEN, cela permet de distribuer plus de 300 titres par an, en travaillant avec des agences indépendantes pour investir dans la production de musique.
Kakao M gère également la distribution de musique d'artistes et notamment ceux présents dans ses filiales : Cre.ker Entertainment, EDAM Entertainment, Flex M , Play M Entertainment (E&T Story Entertainment) et Starship Entertainment.

### Video Content Company
Video Content Company est la société de production multimédia de Kakao M, qui comprend Krispy Studio (une société de production de contenu Web) et Mega Monster (anciennement Story Plant, une société de production dramatique qui Kakao M est copropriétaire avec la filiale de CJ E&M Studio Dragon Corporation).

## Artistes
Depuis septembre 2013, tous les artistes sous LOEN Entertainment sont connus sous le nom collectif de LOEN TREE, en écho à SM Town, YG Family ou JYP Nation.

### Groupes
- Sunny Hill[n 1]
- Fiestar
- Sanulrim
- History
- Melody Day[n 2]
- I.B.I[n 3]
- Bursters

### Solistes
- Ra.D[n 4]
- Lena Park
- Zia[n 5]
- Yoon Hyun-sang
- Shin Zisu
- Yezi (Fiestar)

### Acteurs et actrices
- Kim Suk-hoon
- Jo Han-sun[21]
- Lee Jung-hyuk[22]
- Kang Bok-eum[23][source insuffisante]

### Artistes studio
Producteurs
- Won Tae-yeon
- G.Gorilla
- Lee Min-soo
- Hwang Soo-ah
- Ra.D
- KZ

Paroliers
- Kim Yi-na
- G.Gorilla
- Lee Min-soo
- Ra.D
- Shinsadong Tiger

### Stagiaires
- Park So-yeon (participante de K-pop Star 2 et de Produce 101)
- Byun Seung-mi (Janey) (ex-membre du girl group GP Basic et participante à Unpretty Rapstar 3)

### Anciens artistes
- Run
- Ga-in (Brown Eyed Girls)
- Cheska (ex-membre de Fiestar)
- Park Ji-yoon
- Eunjin (membre de DIA)
- Yuju (GFriend)
- Eunha (GFriend)
- IU